# 奧克塔維亞 (內布拉斯加州)
奧克塔維亞（英語：Octavia）是位於美國內布拉斯加州巴特勒縣的村。

## 人口
根據2020年美國人口普查的數據，奧克塔維亞的面積為0.43平方千米，皆為陸地。當地共有人口107人，而人口密度為每平方千米249人。